# Хольмер-Корелль, Карл-Роберт
Карл-Роберт Хольмер-Корелль (швед. Carl-Robert Holmer-Kårell; род. 5 января 1986 года, Швеция) — шведский актёр кино, известный по роли Адама Кесловского в сериале «Ева и Адам» и фильме «Ева и Адам – Четыре дня рождения и одно фиаско».

## Адам Кесловский
Карл-Роберт был выбран на роль Адама Кесловского, когда ему было 12 лет. По сюжету сериала «Ева и Адам» отец Адама родом из Польши, поэтому у Адама такая интересная фамилия. Он переходит учиться в новую школу, где сразу же дружится с Александром, а немного позже влюбляется в Еву. Адам любит играть на гитаре и в футбол.

## Фильмография
| Год  | Название                                       | Персонаж        |
| ---- | ---------------------------------------------- | --------------- |
| 1999 | Ева и Адам (сериал)                            | Адам Кесловский |
| 2001 | Ева и Адам – Четыре дня рождения и одно фиаско | Адам Кесловский |